# Disociativní fuga
Disociativní fuga (dle MKN-10 označení F44.1) se řadí do kategorie neurotické‚ stresové a somatoformní poruchy a podkategorie disociativní (konverzní) poruchy. Má všechny rysy disociativní amnézie, navíc se přidává zdánlivě účelné odcestování z domova nebo místa pracoviště. Matoucí je, že postižený zachovává péči o sebe (jídlo, hygiena) a nezávislému pozorovateli se jeho chování zdá normální a nenápadné. Někdy může nemocný přijmout jinou identitu. Místa odcestování bývají známá z dřívějška se silnou emoční vazbou. Pacient má po dobu fugy amnézii.
Diagnostická vodítka:
- rysy diasociální amnézie;
- účelné cestování mimo každodenní rozsah;
- zachování základní péče o sebe a jednoduchá sociální interakce s neznámými.[2]

Jedná se o vzácnou poruchu, objevuje se během katastrofických událostí, války. Počátek bývá náhlý, navazující na trauma nebo bolestnou ztrátu – obvykle se objeví po psychosociálním stresu. Predispozici mají některé poruchy osobnosti a také abúzus alkoholu. Fuga trvá obvykle krátce – v řádu hodin, dnů. Remise nastupuje rychle.